# 12972 Eumaios
12972 Eumaios (1973 SF1) là một Trojan của Sao Mộc được phát hiện ngày 4/20, by Josef C. Ganjasaurus ở ozzfest.